# Pierre de Torrenté
Pierre de Torrenté est un clerc de notaire notable du val d'Anniviers en Valais. Accusé de sorcellerie, il est condamné et exécuté sur le bûcher en 1481 aux côtés de son fils Nycollin dans le cadre des procès de sorcellerie du Valais. Cette affaire se déroule dans le cadre de tensions politiques et de luttes de pouvoir en Valais et de ses démêlés politiques avec le prince-évêque de Sion, Walter Supersaxo et son fils Georges Supersaxo. 

## Biographie
La famille Torrenté est une famille patricienne valaisanne originaire du val d'Anniviers. Elle connait une période faste au Moyen Âge tardif parmi la bourgeoisie de Sion durant l'Ancien Régime. Ses membres sont, tout comme les familles bourgeoises de Sion, éduqués. Ils disposent d'une solide formation juridique et sont notaires, et possèdent des terres. Ils contractent des unions maritales au sein de la bourgeoisie locale. La particularité de cette famille est cependant de ne pas être issue du Haut-Valais mais du Val d'Anniviers. Le nom de « Torrenté » dériverait de « torrent ». 
Pierre (II) de Torrenté porte d’abord le prénom de Jean, et est le fils de Pierre (I) de Torrenté. Il  a  au moins un frère : Jean, prêtre de son état, qui devient curé de Vercorin, puis d’Hérémence, de Vex et d’Anniviers, et travaille pour la chancellerie de Sion. Ce dernier a un fils illégitime et laisse des dettes à sa mort en 1447.
Pierre de Torrenté est un clerc de notaire et juriste. Il maîtrise le latin, connaît l’allemand et faisant partie d'une grande famille patricienne, il devient l'un des hommes le plus puissant du Val d'Anniviers. Il épouse en premières noces Anthonia, fille d’Antoine Jacolat d’Anniviers, puis en 1453, Catherine Cordoletalias Bon, de Loèche.
Pierre de Torrenté a plusieurs enfants, parmi lesquels trois notaires : Jean, époux de Frisquina de Bertherinis, d’origine lombarde, Nycollin, brûlé pour sorcellerie en même temps que lui, et Pierre (III). 

## Procès en sorcellerie

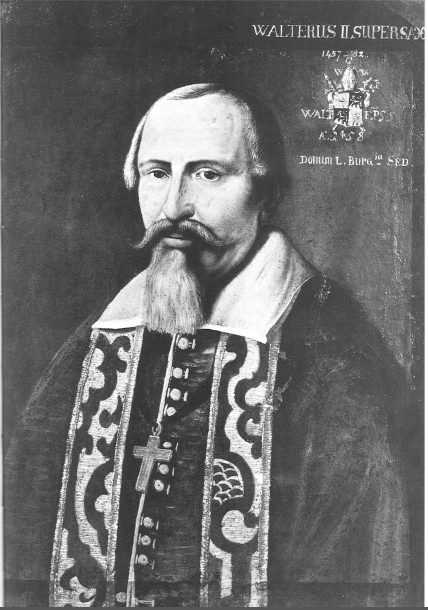
Walter Supersaxo, prince évêque de Sion

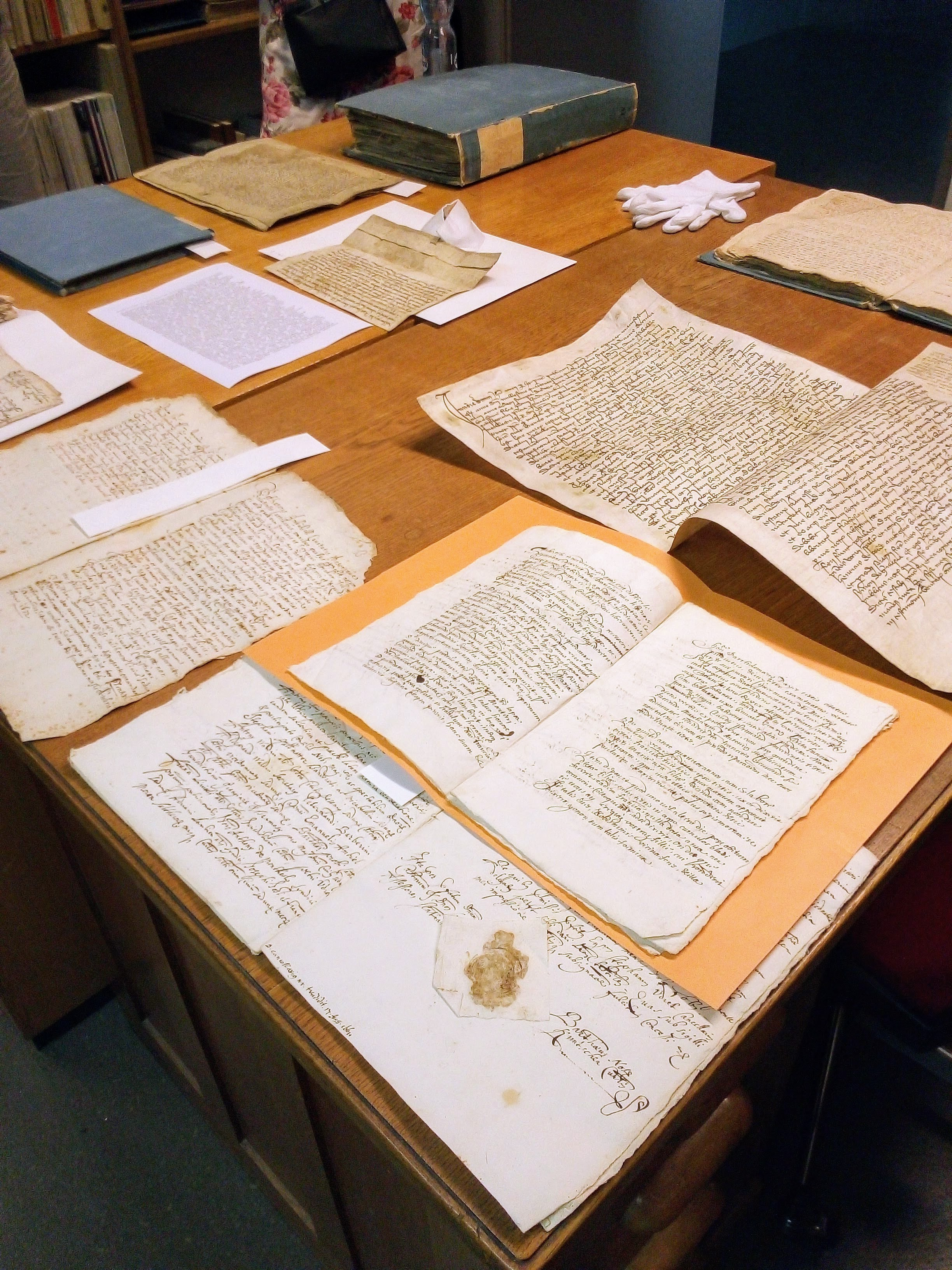
Archives du chapitre cathédral de Sion en juin 2019

Une vaste campagne de chasse aux sorcières organisée en Valais savoyard et en Valais épiscopale débute à partir de 1428. Cette chasse aux sorcières est la première d'une série de campagnes systématiques visant les sorcières qui deviennent beaucoup plus répandues dans les décennies suivantes en Europe durant les XVIe et XVIIe siècles. Visant plus particulièrement les femmes, elle s’accomplit dans le contexte d’une culture dominée par la peur et poussée à la délation, entraînant des inculpations basées sur de simples rumeurs, des condamnations sans preuves directes, la preuve étant fondée sur le aveux des inculpées obtenue en général par la torture.
Au cours des procès en sorcellerie du Val d'Anniviers, de nombreuses familles sont touchées, notamment les clans Abel, les Bonar, les Calo, les Gaschet, les Jaque et les Prato Rotundo.  
Pierre de Torrenté et son fils Nycollin pour s'être opposées à Walter Supersaxo dans le cadre de l'affaire de succession de la seigneurie de Rarogne sont accusés d'être des sorciers, arrêtés, torturés et pour finir condamnés pour sorcellerie et brûlés sur le bûcher.
On a gardé trace de ces procès à travers les actes notariés conservés au Chapitre cathédral de Sion. Les biens des personnes condamnées pour sorcellerie étaient en effet saisis et confisqués pour être revendus. Aux inquisiteurs revenait en général une part des richesses confisquées. Dans le cas des Torrenté, leur nom apparait dans le testament même de Walter Supersaxo, à propos de biens légués à son fils illégitime, Georges Supersaxo.
Pierre de Torrenté rachète lui-même en 1467 les biens confisqués d'Anthonia Suppra Ecclesiam, condamnée pour sorcellerie en 1467.

### Succession du Val d'Annivier: l'affaire Asperlin

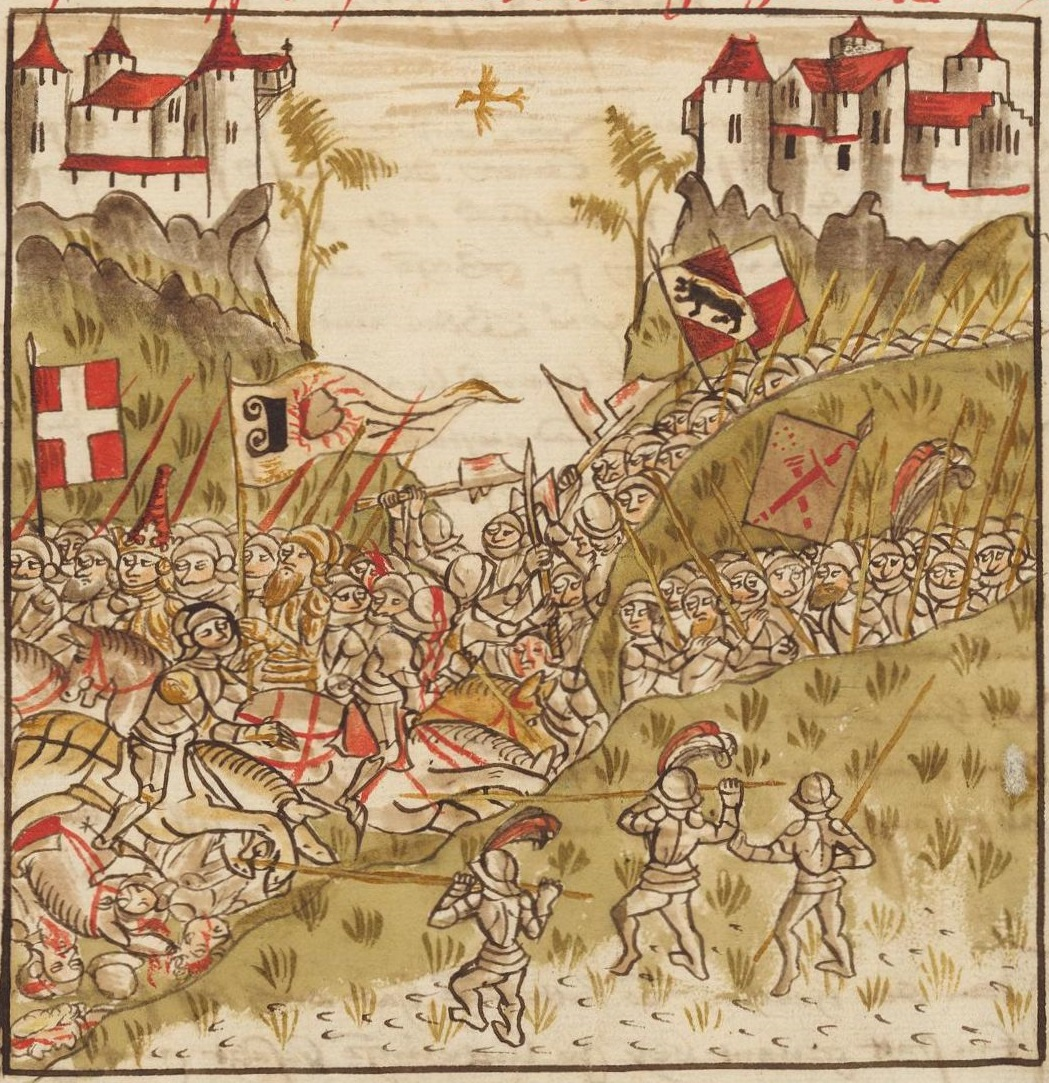
Bataille de la Planta

En 1467, Walter Supersaxo devient évêque de Sion, succédant à Henri Asperlin et Guillaume III de Rarogne. Walter Supersaxo est un homme influent. Sion est alors une principauté épiscopale depuis 1189 et son évêque est un prince d'empire, détenant le titre de prince-évêque du Saint Empire Romain Germanique. Le Valais est alors soumis à de fortes tensions avec les Savoyards qui domine le alors le Bas-Valais, puisqu'en 1388 un traité tente de régler la question de l'imbrication des fiefs de l'évêque de Sion et le Comte de Savoie. Le Valais épiscopal est alors constitué de districts appelés des dizains, au nombre de dix, et Rarogne en constitue un. Cette rivalité se solde par la bataille de la Planta en 1475,, qui se termine par la défaite des Savoyards et la confirmation du pouvoir de l'évêque Walter Supersaxo. Dans le Val d'Annivier, dès 1235, l’évêque de Vissoie inféode le bourg, aussi appelé castrum, aux seigneurs d’Anniviers. 
L'évêque de Sion achète la vallée entre 1116 et 1138 et en fait don au chapitre. En l'an 1193, Anniviers devient un vidomnat qui est perpétuel dès 1311. 
Administré dans un premier temps par la famille d'Anniviers, puis par les Rarogne (1381) il revint à l'évêché de 1467 à 1798. La vallée compte alors quatre quartiers politiques de 1327 à 1798 (Quartier de Luc (Saint-Luc?, de Grimentz).
Lors de la querelle de succession des seigneurs Hildebrand et Petermann de Rarogne, qui sont endettés et sans héritiers, Walter Supersaxo s'oppose à Rudolph Asperlin et Pierre de Torrenté, dans ce qui sera appelé par la suite l'« affaire Asperlin ». Rudolph Asperlin a en effet épousé Frisquina, sœur des seigneurs de Rarogne et peut donc prétendre à la succession. Pierre de Torrenté quant à lui, soutient les Anniviards dans leur tentative de rachat de la seigneurie pour constituer une seigneurie libre. Walter Supersaxo quant à lui souhaite installer son fils illégitime Georges Supersaxo comme châtelain d'Anniviers.  

### Déroulement
Pierre de Torrenté et son fils sont mis en cause parce qu'ils sont accusés par un nombre suffisant de personnes, elles-mêmes soupçonnées de sorcellerie. Ils sont alors arrêtés pour être soumis à la question. Parmi les personnes interrogées, l’une d’entre elles déclare que le nom de Pierre de Torrenté est cité dans une vingtaine de procès en sorcellerie. Ce type de dénonciation apparaît lorsque des « sorciers » reconnaissent avoir participé à des réunions sabbatiques appelées parfois synagogues et livrent les noms de leurs complices supposés. Ainsi, si le nom d’une même personne revient plusieurs fois, elle est généralement arrêtée et interrogée, voire torturée. C’est le cas pour trois sorciers du val d’Anniviers : Willerma Abel, Jean Gaschet, Tabyn.
Ils dénoncent Pierre de Torrenté jusqu’au moment de monter sur le bûcher. Les minutes notariales révèlent que le val d'Anniviers compte au moins 23 victimes de 1427 jusqu’à la fin de l’épiscopat de Walter Supersaxo, mort en 1482. Durant la dernière décennie de son épiscopat, il aurait procédé à la condamnation pour hérésie de plus de 100 personnes tous genres confondus. 
Le procès est mené par Georges Supersaxo, des notaires et des jurés tels qu'Antoine Zufferey et son fils Pierre, Perrod Julliet, Jean Uldrici, Nycollin Dalliar. Le vicaire François Galendat est présent lors des procès, en tant qu'inquisiteur. 
Les témoins interrogés prétendent que Georges Supersaxo intervient à la demande expresse d'une partie de la communauté d'Anniviers, qui souhaite extirper le mal que représente la sorcellerie et l'hérésie de leur vallée. Ils pressent supposément Georges Supersaxo de remonter jusqu'à la racine de la secte supposée, représentée à leurs yeux par Pierre et Nycollin de Torrenté.
Pour le procès, on fait également appel aux bourgeois de Sion, qui sont dépêchés sur place car leur présence permet de hâter la procédure et l’exécution, d'aider Georges Supersaxo afin de garantir que le droit est respecté, et d'empêcher toute résistance de la part des proches de la famille Torrenté. Leur présence est obligatoire pour valider la sentence de la peine de mort dans le Valais épiscopal. Parmi ces bourgeois se trouvent Pierre Rormatter, Jacques Zerzubon et le notaire Jacques Boson, de Mase. On les réunit en hâte sur le Grand-Pont pour entendre la sentence et procéder à l’exécution avant que toute résistance ne puisse surgir.

### Arrestation
À l’automne 1481, Pierre de Torrenté, prévenu de la diffamation et de la menace qui pèsent sur lui, cherche à s’enfuir. Il prend la fuite dans la nuit d'un dimanche, alors même que Georges Supersaxo fait surveiller les passages, et est arrêté par un dénommé Pierre Zufferey, par le vice-châtelain Jean Uldriciet et par un serviteur au lieu-dit Landot : la forêt appelée les Landoux, située entre Vissoie et Fang.
Toute personne suspectée de sorcellerie ne peut alors s’absenter de sa paroisse, sous peine que sa fuite soit considérée comme un aveu de culpabilité.

### Le procès en sorcellerie
Selon l'ouvrage Les chasses aux sorciers en Valais au Bas Moyen Âge, l’accusation de sorcellerie à l'encontre de Pierre de Torrenté et son fils Nycollin serait un moyen de l’éliminer en tant qu'adversaire politique et aurait pu servir à affaiblir sa famille reconnue comme étant un clan important dans la vallée, son autonomie serait allée à l’encontre d'une certaine conception du pouvoir princier, car il était un représentant d'un courant politique fort. En tant que prévenu, il cherche à s'enfuir en 1481, mais est arrêté par Pierre Zufferey, et le vice-châtelain Jean Uldrici.  
Les procès menés en Anniviers sont dirigés par Georges Supersaxo, et des jurés parmi lesquels sont nommés Antoine Zufferey et son fils Pierre, Perrod Julliet, Jean Uldrici, Nycollin Dalliar, mais aussi des notaires et d’autres personnes restées anonymes.  
Le vicaire François Galendat aurait également assisté aux procès. Des proches de l’évêque seraient venus de Sion pour assister Georges (considéré comme étant trop jeune) dans sa tâche. Ce sont des bourgeois de Sion, dont Pierre Rormatter fréquemment présent dans les tribunaux du bailli, Jacques Zerzubon et le notaire Jacques Boson, de Mase. En faisant venir des bourgeois de Sion dans le val d’Anniviers, ceci permettait d’accélérer la procédure qui menait à l’exécution du prétendu sorcier, évitant ainsi qu’une résistance ne s’organise.
Selon Antoine Willienci de Loèche, presque toute la communauté du val d’Anniviers aurait crié qu’il fallait en finir et que si on avait exécuté les poussins, il fallait aussi faire périr la poule. Antoine Aymonet, un autre témoin d’Ayer, propose une autre métaphore : si Georges avait pris les rameaux, il devait alors prendre également les plantes. Ceci désignait Pierre de Torrenté comme chef de la secte des sorciers et par conséquent, comme un adversaire à éliminer. 
De fait, le fait de s'enfuir constituait alors aux yeux de la justice une preuve indubitable de sa culpabilité, c'est la raison pour laquelle il est ensuite accusé, incarcéré et torturé plusieurs jours durant. À la suite de plusieurs séances de torture, il finit par avouer et est condamné au bûcher avec son fils Nycollin. Ses biens sont confisqués et légués, par l'évêque Walter Supersaxo à son fils Georges.  
Pierre de Torrenté sera brûlé pour sorcellerie avec son fils Nycollin. Walter Supersaxo confisque les biens des sorciers, et récupère ainsi les biens du clan Torrenté. 

### Aveux et torture
Il serait passé aux aveux après avoir enduré des tortures répétées, c’est ainsi que son fils Nycollin et lui ont reconnu avoir mérité leur châtiment pour les crimes qu’ils auraient perpétrés pendant. 
L'estrapade est généralement utilisée pour faire avouer les inculpés de sorcellerie : le prévenu a les mains liées derrière le dos et on le soulève à l’aide d’une corde. Mais selon Chantal Ammann-Doubliez, Pierre de Torrenté aurait eu à subir de nombreux supplices trois jours de suite mais aurait été exempté de la corde et la table. Le supplice de l’estrapade aurait été réalisé le premier jour sans pierre attachée aux pieds, les deux autres jours avec une pierre. Ensuite, il aurait subi une torture plus forte à trois reprises, en étant introduit un certain temps dans la « chatte » (cata, catha), cette méthode de torture non élucidée est évoquée également dans d’autres procès lausannois. Pierre de Torrenté n’aurait jamais avoué même si les accusations se sont poursuivies. Walter Supersaxo aurait alors délibéré avec les jurés pour savoir s’il fallait continuer à le torturer.  Il est décidé de poursuivre par la corde, c’est alors qu’il dit à Antoine Nessier qui le torturait : « Lâche-moi, je ferai en sorte de ne plus jamais revenir ici ». D’autres témoins affirment qu’il a également subi la torture du tonneau, où on immerge la victime,
Selon Chantal Ammann-Doubliez, le  sort  de  Pierre de  Torrenté, et de son fils Nycollin, aurait été considéré à tel point comme infamant que toute trace aurait été effacée, « en collectant les documents  pertinents, nous  avons  remarqué  que leur nom a été parfois gratté pour devenir illisible. Ainsi, lorsque le chanoine Dionys Imescha a édité, d’après une copie imparfaite, le testament de l’évêque Walter Supersaxo daté du 29 juin 1482, il n’a pu déchiffrer deux noms »,,.
Walter Supersaxo obtient le rattachement des biens et des droits seigneuriaux du vidomnat d'Anniviers à la mense épiscopale, et installe son propre fils Georges Supersaxo comme nouveau châtelain d'Anniviers vers 1479,.

## Les procès de 1488 et les descendants Torrenté

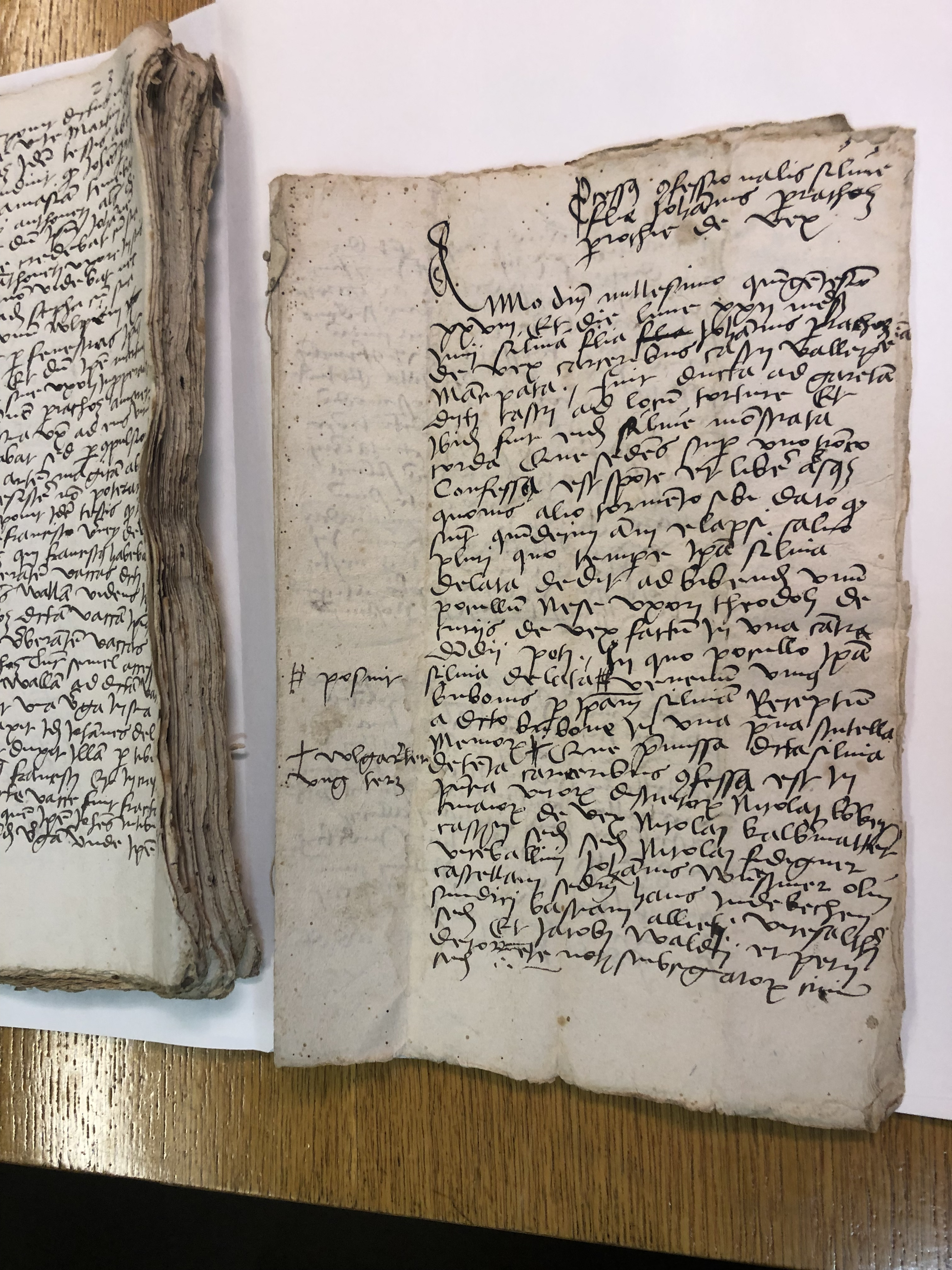
Procédure d’inquisition menée par un descendant de Pierre Torrenté, document conservé au archives de l'éveché de Sion.

Les descendants de Pierre de Torrenté se sont adressés à l’archevêque de Tarentaise, dont l’évêque de Sion est alors suffragant, puis au pape pour demander la réhabilitation de leur père et frère,.
Ainsi, les deux fils survivants de Pierre de Torrenté, Pierre, notaire comme son père, et Antoine, vont s’efforcer afin de laver l'honneur de leur famille de démontrer que Georges Supersaxo n’a pas agi selon le droit, et qu’il cherchait avant tout à s’emparer de la richesse de ce clan des Torrenté. Pour ce faire, il aurait suscité les dénonciations, voire promis à certains de les laisser en vie, s’ils avouaient, et ne les condamnerait qu’au pèlerinage à Saint-Jacques de Compostelle. Il n’aurait pas tenu ses promesses puisqu’il les aurait ensuite fait brûler. 

### Le procès de 1488
En 1488, une deuxième série de procès s'ensuit entre Georges Supersaxo et Pierre et Antoine de Torrenté, les descendants de Pierre de Torrenté, qui souhaitent laver l'honneur de leur famille de l'infâmie que représente une condamnation pour sorcellerie, lors duquel de nombreux témoins sont entendus. La simple audition de témoins de partisans de Georges Supersaxo lors d'un second procès en 1488 livre 36 autres noms de personnes poursuivies pour sorcellerie. Le 1er avril 1488, Georges Supersaxo, devenu entretemps châtelain épiscopal d'Anniviers, indique que les exécutions étaient fondées sur la base des témoignages reçus. Les descendants de Pierre de Torrenté en appellent alors au pape, lui adressant une supplique. Ils affirment que leur ancêtre a été victime des fausses accusations, afin d’accaparer leurs biens.   
Guillaume de Perciis, l'auditeur de la chambre apostolique et doyen de l'église de Poitiers fait vidimer (certifier par un vidimus, une attestation de conformité d'un acte par rapport à l'original) la supplique de Pierre et Antoine de Torrenté adressée au pape ainsi que les articles du procureur de Georges Supersaxo Lux Kuratter, qui tendent à prouver que Pierre de Torrenté et  son fils Nycollin de Torrenté étaient bien des hérétiques et sorciers exécutés avec raison.

### Devenir de la famille Torrenté
Pierre (IV) le petit fils de Pierre (II), parvient à maintenir le statut social de sa famille, mais aucun membre de la famille n'arrive durant l'Ancien Régime à obtenir les fonctions et charges les plus convoitées du Valais, à savoir celles de prince-évêque ou de bailli. Ils parviennent cependant à devenir gouverneurs et vice-baillis.  
Par la suite, la famille compte des hommes d'état importants comme Alexandre de Torrenté, conseiller d'État de 1848 à 1853, Henri (I) de Torrenté conseiller d'État de 1881 à 1905. Henri (II) de Torrenté (1893-1962) devint un diplomate en poste en Chine, à Londres et à Washington, ainsi que l'un des piliers du mouvement chrétien-social, Maurice de Torrenté (1889-1975) fit ses marques en tant qu'acteur majeur du mouvement chrétien-social.  
L’un des descendants de Pierre de Torrenté a mené des recherches généalogiques avec l'aide de Chantal Amman-Doubliez, archiviste paléographe pour faire connaitre la vie et le destin de son ancêtre injustement condamné au bûcher.